# Grand Prix-wegrace van Frankrijk 1989
De Grand Prix-wegrace van Frankrijk 1989 was de elfde Grand Prix van het wereldkampioenschap wegrace-seizoen 1989. De races werden verreden op 16 juli 1989 op het Circuit Bugatti nabij Le Mans, Frankrijk. De 125cc-, de 250cc-, de 500cc- en de zijspanklasse kwamen aan de start.

## Algemeen
Na de verregende Belgische Grand Prix was het in Frankrijk bijzonder warm en er waren ook ruim drie keer zoveel toeschouwers, 80.000 à 90.000. 

## 500cc-klasse
Twee Franse coureurs kregen de kans in de 500cc-klasse: Adrien Morillas met de reservemachine van Dominique Sarron en Thierry Crine met een door de Franse Suzuki-importeur geregelde fabrieks-Suzuki RGV. Ze scoorden allebei punten. Fred Merkel kon - na de mislukte poging in de GP des Nations - eindelijk debuteren als tweede rijder bij Roberto Gallina, maar hij viel uit.

### De training
Eddie Lawson scoorde zijn eerste poleposition voor Honda. Kevin Schwantz veroverde de tweede startplaats voor Wayne Rainey en Kevin Magee. Christian Sarron was vijfde, maar viel tijdens de trainingen waarbij hij zijn pink brak. Dominique Sarron reed geblesseerd en wel (hij had in Assen een botje in zijn schouder gebroken) de veertiende tijd, maar zou in overleg met HRC niet starten. Hij moest zich sparen voor de 8 uur van Suzuka. 

#### Trainingstijden
| Pos | Coureur             | Merk                               | Tijd    |
| --- | ------------------- | ---------------------------------- | ------- |
| 1.  | Eddie Lawson        | Kanemoto Racing-Rothmans-HRC-Honda | 1"42'33 |
| 2.  | Kevin Schwantz      | Pepsi-Suzuki                       | 1"42'59 |
| 3.  | Wayne Rainey        | Roberts-Lucky Strike-Yamaha        | 1"42'59 |
| 4.  | Kevin Magee         | Roberts-Lucky Strike-Yamaha        | 1"42'69 |
| 5.  | Christian Sarron    | Gauloises-Sonauto-Yamaha           | 1"43'24 |
| 6.  | Niall Mackenzie     | Agostini-Marlboro-Yamaha           | 1"43'46 |
| 7.  | Pierfrancesco Chili | Gallina-HB-HRC-Honda               | 1"43'91 |
| 8.  | Mick Doohan         | Rothmans-HRC-Honda                 | 1"44'19 |
| 9.  | Freddie Spencer     | Agostini-Marlboro-Yamaha           | 1"44'92 |
| 10. | Wayne Gardner       | Rothmans-HRC-Honda                 | 1"44'99 |

### De race
Wayne Rainey nam aanvankelijk de leiding voor Eddie Lawson, Pierfrancesco Chili, Christian Sarron, Freddie Spencer, Kevin Schwantz en Kevin Magee. In de vijfde ronde nam Lawson de leiding over en ook Schwantz sloot bij het leidende duo aan. Een ronde lang had Rainey problemen met zijn carbon-remschijven, maar daarna reed hij weer vier ronden aan de leiding tot hij vanaf de vijftiende ronde problemen kreeg met zijn banden. Schwantz nam ook nog een keer de leiding en tot aan de finish bleef hij met Lawson in een fel gevecht verwikkeld, tot hij in de laatste bocht bijna viel en Lawson de overwinning moest laten. Wayne Gardner kwam ten val, Freddie Spencer stopte na drie ronden met maagklachten en Fred Merkel stopte toen zijn machine vermogen verloor. De Franse debutanten met fabrieksracers deden het erg goed: Adrien Morillas (ROC-Honda) werd tiende en Thierry Crine (Konica Minolta-Suzuki, de machine die Ernst Gschwender in Duitsland had gebruikt) werd twaalfde.

#### Uitslag 500cc-klasse
| Pos | Coureur                      | Merk                               | Tijd      | Grid | Punten |
| --- | ---------------------------- | ---------------------------------- | --------- | ---- | ------ |
| 1   | Eddie Lawson                 | Kanemoto Racing-Rothmans-HRC-Honda | 50"16'94  | 1    | 20     |
| 2   | Kevin Schwantz               | Pepsi-Suzuki                       | 50"17'71  | 2    | 17     |
| 3   | Wayne Rainey                 | Roberts-Lucky Strike-Yamaha        | 50"32'47  | 3    | 15     |
| 4   | Christian Sarron             | Gauloises-Sonauto-Yamaha           | 50"40'53  | 5    | 13     |
| 5   | Kevin Magee                  | Roberts-Lucky Strike-Yamaha        | 50"41'15  | 4    | 11     |
| 6   | Pierfrancesco Chili          | Gallina-HB-HRC-Honda               | 50"53'94  | 7    | 10     |
| 7   | Niall Mackenzie              | Agostini-Marlboro-Yamaha           | 51"10'48  | 6    | 9      |
| 8   | Mick Doohan                  | Rothmans-HRC-Honda                 | 51"16'06  | 8    | 8      |
| 9   | Rob McElnea                  | Cabin-HRC-Honda                    | 51"43'23  | 11   | 7      |
| 10  | Adrien Morillas              | ELF-ROC-HRC-Honda                  | +1 ronde  | 15   | 6      |
| 11  | Randy Mamola                 | Cagiva Corse                       | +1 ronde  | 13   | 5      |
| 12  | Thierry Crine                | Konica Minolta-Suzuki              | +1 ronde  | 16   | 4      |
| 13  | Alessandro Valesi            | Iberna-Yamaha                      | +1 ronde  | 19   | 3      |
| 14  | Simon Buckmaster             | Team Katayama-Honda                | +1 ronde  | 21   | 2      |
| 15  | Fabio Biliotti               | Team Katayama-Honda                | +2 ronden | 27   | 1      |
| 16  | Eddie Laycock                | Millar-Honda                       | +2 ronden | 20   |        |
| 17  | Bruno Kneubühler             | Römer-Honda                        | +2 ronden | 22   |        |
| 18  | Juan López Mella             | Xunta-Honda                        | +2 ronden | 26   |        |
| 19  | Claude Albert                | Suzuki                             | +2 ronden | 23   |        |
| 20  | Jean Paul Lecointe           | ELF-Motodepot-Suzuki               | +2 ronden | 28   |        |
| 21  | Niggi Schmassmann            | Technotron-Honda                   | +2 ronden | 31   |        |
| 22  | Pascal Seguela               | Honda                              | +2 ronden | 34   |        |
| 23  | Bernard Gitton               | Paton                              | +2 ronden | 35   |        |
| 24  | Fernando González De Nicolás | Club Cross Pozuelo-Honda           | +3 ronden | 36   |        |
| 25  | Cees Doorakkers              | Honda                              | +7 ronden | 24   |        |

| Coureur          | Merk                     | Oorzaak          | Grid |
| ---------------- | ------------------------ | ---------------- | ---- |
| Wayne Gardner    | Rothmans-HRC-Honda       | Val              | 10   |
| Freddie Spencer  | Agostini-Marlboro-Yamaha | Opgave           | 9    |
| Marco Gentile    | Fior-Marlboro-Yamaha     |                  | 18   |
| Andreas Leuthe   | Librenti-Suzuki          |                  | 33   |
| Fred Merkel      | Gallina-HB-HRC-Honda     | Vermogensverlies | 12   |
| Patrick Salles   | Fior-Yamaha              |                  | 30   |
| Patrick Lerustre | Fior-Yamaha              |                  | 29   |
| Bernard Andrault | Honda                    |                  | 32   |
| Marco Papa       | Greco-Paton              |                  | 25   |
| Raymond Roche    | Cagiva Corse             |                  | 17   |

| Coureur          | Merk              | Oorzaak | Grid |
| ---------------- | ----------------- | ------- | ---- |
| Dominique Sarron | ELF-ROC-HRC-Honda |         | 14   |

| Coureur           | Merk                             | Oorzaak                          |
| ----------------- | -------------------------------- | -------------------------------- |
| Ron Haslam        | Pepsi-Suzuki                     | Blessure                         |
| Norihiko Fujiwara | Tech 21-Yamaha                   | [ 3 ]                            |
| Shinichi Ito      | Seed-HRC-Honda                   | [ 4 ]                            |
| Tadahiko Taira    | Tech 21-Yamaha                   | Gezin                            |
| Shunji Yatsushiro | Pentax-HRC-Honda                 | [ 4 ]                            |
| Kunio Machii      | Nescafé-Yamaha                   | [ 4 ]                            |
| Michael Rudroff   | Rallye Sport-Honda               |                                  |
| Bubba Shobert     | Cabin-HRC-Honda USA              | Gewond                           |
| Sepp Doppler      | Honda                            |                                  |
| Alois Meyer       | Rallye Sport-Honda               |                                  |
| Luca Cadalora     | Agostini-Marlboro-Yamaha         | [ 7 ]                            |
| Romolo Balbi      | Honda                            |                                  |
| Massimo Broccoli  | Cagiva Corse                     |                                  |
| Michael Dowson    | Yamaha                           |                                  |
| John Kocinski     | Roberts-Yamaha                   | [ 8 ]                            |
| Ernst Gschwender  | Suzuki Deutschland               |                                  |
| Roger Burnett     | Rothmans-HRC-Honda               | [ 9 ]                            |
| Alberto Rota      | Yamaha                           |                                  |
| Peter Lindén      | Flygvapnet-Eurovan Germany-Honda | Flygvapnet-Eurovan Germany-Honda |

| Pos | Coureur             | Merk                               | Ptn   |
| --- | ------------------- | ---------------------------------- | ----- |
| 1   | Wayne Rainey        | Roberts-Lucky Strike-Yamaha        | 165,5 |
| 2   | Eddie Lawson        | Kanemoto Racing-Rothmans-HRC-Honda | 157   |
| 3   | Christian Sarron    | Gauloises-Sonauto-Yamaha           | 116,5 |
| 4   | Kevin Schwantz      | Pepsi-Suzuki                       | 102,5 |
| 5   | Kevin Magee         | Roberts-Lucky Strike-Yamaha        | 98,5  |
| 6   | Pierfrancesco Chili | Gallina-HB-HRC-Honda               | 95    |
| 7   | Mick Doohan         | Rothmans-HRC-Honda                 | 68    |
| 8   | Niall Mackenzie     | Agostini-Marlboro-Yamaha           | 60    |
| 9   | Ron Haslam          | Pepsi-Suzuki                       | 48    |
| 10  | Wayne Gardner       | Rothmans-HRC-Honda                 | 43    |

## 250cc-klasse

### De training
Na lange tijd kregen de Yamaha's de kans om op een echt stuurcircuit de eerste startrij te veroveren. Alleen Carlos Cardús en Reinhold Roth wisten hun Honda's tussen de machines van Jean-Philippe Ruggia, Toshiko Honma en Luca Cadalora te plaatsen. Honma kwam voor het eerst over uit Japan. Deze kampioen van Japan en testrijder voor Yamaha had een nieuw frame ontwikkeld, dat hij waarschijnlijk gemonteerd had. 

#### Trainingstijden
| Pos | Coureur              | Merk                        | Tijd    |
| --- | -------------------- | --------------------------- | ------- |
| 1.  | Jean-Philippe Ruggia | Gauloises-Sonauto-Yamaha    | 1"46'76 |
| 2.  | Toshihiko Honma      | Yamaha                      | 1"47'12 |
| 3.  | Carlos Cardús        | Repsol-HRC-Honda España     | 1"47'25 |
| 4.  | Reinhold Roth        | HB-Shoei-HRC-Honda          | 1"47'37 |
| 5.  | Luca Cadalora        | Agostini-Marlboro-Yamaha    | 1"47'48 |
| 6.  | Juan Garriga         | Nieto-Ducados-Repsol-Yamaha | 1"47'72 |
| 7.  | Sito Pons            | Campsa-JJ Cobas-HRC-Honda   | 1"47'73 |
| 8.  | Jacques Cornu        | Lucky Strike-ELF-HRC-Honda  | 1"47'89 |
| 9.  | Loris Reggiani       | HB-HRC-Honda                | 1"48'13 |
| 10. | Helmut Bradl         | HB-Römer-HRC-Honda          | 1"48'34 |

### De race
Na de start nam Sito Pons de leiding voor debutant Toshihiko Honma, Jean-Philippe Ruggia, Carlos Cardús, Reinhold Roth, Jacques Cornu en Masahiro Shimizu. In de vierde ronde nam Cardús de leiding over. Hij kon niet van de kopgroep wegrijden, maar hij bleef tot op de streep aan de leiding. Dat het spannend was geweest bleek wel uit het feit dat de eerste zeven binnen 6,5 seconde finishten. De hoop van Yamaha was weer grotendeels vervlogen nu hun snelste rijder Toshihiko Honma op de vierde plaats was geëindigd, nog voor Ruggia, die wel met zijn reservemachine had moeten rijden.
| Pos | Coureur                   | Merk                            | Tijd      | Grid | Punten |
| --- | ------------------------- | ------------------------------- | --------- | ---- | ------ |
| 1   | Carlos Cardús             | Repsol-HRC-Honda España         | 43"21'12  | 3    | 20     |
| 2   | Jacques Cornu             | Lucky Strike-ELF-HRC-Honda      | 43"21'47  | 8    | 17     |
| 3   | Sito Pons                 | Campsa-JJ Cobas-HRC-Honda       | 43"22'11  | 7    | 15     |
| 4   | Toshihiko Honma           | Yamaha                          | 43"23'51  | 2    | 13     |
| 5   | Jean-Philippe Ruggia      | Gauloises-Sonauto-Yamaha        | 43"23'79  | 1    | 11     |
| 6   | Reinhold Roth             | HB-Shoei-HRC-Honda              | 43"26'09  | 4    | 10     |
| 7   | Masahiro Shimizu          | Ajinomoto-HRC-Honda             | 43"28'61  | 13   | 9      |
| 8   | Juan Garriga              | Nieto-Ducados-Repsol-Yamaha     | 43"42'15  | 6    | 8      |
| 9   | Didier de Radiguès        | Aprilia-Rotax                   | 43"43'61  | 11   | 7      |
| 10  | Helmut Bradl              | HB-Römer-HRC-Honda              | 43"44'42  | 10   | 6      |
| 11  | Luca Cadalora             | Agostini-Marlboro-Yamaha        | 43"45'47  | 5    | 5      |
| 12  | Martin Wimmer             | Hein Gericke-Aprilia-Rotax      | 43"53'88  | 12   | 4      |
| 13  | Daniel Amatriaín          | Team Katayama-Ducados-HRC-Honda | 43"57'57  | 16   | 3      |
| 14  | Alberto Puig              | Nieto-Ducados-Yamaha            | 43"57'95  | 15   | 2      |
| 15  | Gary Cowan                | Docshop-Yamaha                  | 44"11'63  | 24   | 1      |
| 16  | Alberto Rota              | FMI-Aprilia-Rotax               | 44"11'97  | 25   |        |
| 17  | Renzo Colleoni            | Aprilia-Rotax                   | 44"12'39  | 17   |        |
| 18  | Carlos Lavado             | Rudy Project-Aprilia-Rotax      | 44"17'41  | 14   |        |
| 19  | Paolo Casoli              | Pileri-AGV-Honda                | 44"28'15  | 18   |        |
| 20  | Andreas Preining          | Aprilia-Rotax                   | 44"35'16  | 21   |        |
| 21  | Alain Bronec              | Aprilia-Rotax                   | 44"35'62  | 26   |        |
| 22  | Frédéric Protat           | Aprilia-Rotax                   | 44"36'06  | 28   |        |
| 23  | Javier Cardelús           | JJ Cobas-Rotax                  | 44"48'34  | 31   |        |
| 24  | Jean-Francois Foray       | Yamaha                          | 44"50'44  | 32   |        |
| 25  | Patrick van den Goorbergh | Docshop-Yamaha                  | 45"00'39  | 33   |        |
| 26  | Hans Becker               | Honda                           | 45"07'96  | 29   |        |
| 27  | Luis Lavado               | Yamaha                          | 45"12'03  | 36   |        |
| 28  | Kevin Mitchell            | Yamaha                          | 45"12'29  | 34   |        |
| 29  | Maurizio Vitali           | Honda                           | +5 ronden | 35   |        |

| Coureur          | Merk                        | Oorzaak    | Grid |
| ---------------- | --------------------------- | ---------- | ---- |
| Loris Reggiani   | HB-HRC-Honda                | Koppeling  | 9    |
| August Auinger   | Project Consult-Yamaha      |            | 23   |
| Fausto Ricci     | FMI-Aprilia-Rotax           |            | 27   |
| Wilco Zeelenberg | Samson-Sharp-HRC-Honda      | Ontsteking | 19   |
| Jochen Schmid    | Honda                       |            | 22   |
| Harald Eckl      | Römer-Aprilia-Rotax         |            | 20   |
| Alex Barros      | McDonald's-Venemotos-Yamaha | Opgave     | 30   |

| Coureur            | Merk            | Oorzaak |
| ------------------ | --------------- | ------- |
| Jim Filice         | HRC-Honda       | [ 10 ]  |
| John Kocinski      | Roberts-Yamaha  | [ 11 ]  |
| Marcellino Lucchi  | Aprilia-Rotax   |         |
| Tadayuki Okada     | Cabin-HRC-Honda | [ 4 ]   |
| Toshinobu Shiomori | Yamaha          | [ 4 ]   |
| Adrien Morillas    | Yamaha          |         |
| Stefano Caracchi   | Honda           |         |
| Daryl Beattie      | Honda           |         |
| Manfred Herweh     | Yamaha          |         |
| Junya Arai         | Honda           | [ 4 ]   |

### Top tien tussenstand 250cc-klasse
| Pos | Coureur              | Merk                                   | Ptn |
| --- | -------------------- | -------------------------------------- | --- |
| 1   | Sito Pons            | Campsa-JJ Cobas-HRC-Honda              | 196 |
| 2   | Jacques Cornu        | Lucky Strike-ELF-HRC-Honda             | 137 |
| 3   | Carlos Cardús        | Repsol-HRC-Honda España                | 130 |
| 4   | Reinhold Roth        | HB-Römer-HRC-Honda/ HB-Shoei-HRC-Honda | 126 |
| 5   | Jean-Philippe Ruggia | Gauloises-Sonauto-Yamaha               | 110 |
| 6   | Luca Cadalora        | Agostini-Marlboro-Yamaha               | 86  |
| 7   | Juan Garriga         | Nieto-Ducados-Repsol-Yamaha            | 68  |
| 8   | Masahiro Shimizu     | Ajinomoto-HRC-Honda                    | 67  |
| 9   | Helmut Bradl         | HB-Römer-HRC-Honda                     | 60  |
| 10  | Martin Wimmer        | Hein Gericke-Aprilia-Rotax             | 48  |

## 125cc-klasse

### De training
Jorge Martínez was na zijn sleutelbeenbreuk eindelijk weer fit genoeg en reed de snelste trainingstijd. Hij speelde in het wereldkampioenschap echter geen rol meer en daarom was het van groot belang dat Hans Spaan slechts 0,03 seconde langzamer was, maar sneller dan concurrenten Àlex Crivillé en Ezio Gianola. 

#### Trainingstijden
| Pos | Coureur          | Merk                       | Tijd    |
| --- | ---------------- | -------------------------- | ------- |
| 1.  | Jorge Martínez   | Nieto-Ducados-Cepsa-Derbi  | 1"55'42 |
| 2.  | Hans Spaan       | Samson-Sharp-Honda         | 1"55'45 |
| 3.  | Àlex Crivillé    | Marlboro-JJ Cobas-Rotax    | 1"55'58 |
| 4.  | Ezio Gianola     | Pileri-AGV-Honda           | 1"55'74 |
| 5.  | Fausto Gresini   | FMI-Marlboro-Aprilia-Rotax | 1"56'29 |
| 6.  | Stefan Prein     | Honda                      | 1"56'56 |
| 7.  | Koji Takada      | Fukuda-Honda               | 1"56'64 |
| 8.  | Adi Stadler      | Honda                      | 1"56'88 |
| 9.  | Dario Romboni    | Honda                      | 1"57'21 |
| 10. | Flemming Kistrup | Honda                      | 1"57'45 |

### De race
Vanaf poleposition nam Jorge Martínez meteen de leiding voor Domenico Brigaglia, Ezio Gianola, Hans Spaan, Julián Miralles, Àlex Crivillé en Flemming Kistrup. Spaan nam even de leiding over, maar moest opgeven nadat hij door een gescheurde cilinder koelwater had verloren. Martínez moest in de laatste ronde nog een aanval van Crivillé afslaan, maar hij won de race. Gianola werd op grote afstand derde. Om de vierde plaats werd gevochten door Koji Takada en Fausto Gresini, die met de stroomlijnkuipen tegen elkaar botsten, en Hisashi Unemoto, die een laatste aanval inzette en al vallend door het grint zesde werd. Ondanks zijn derde plaats deed Gianola door het wegvallen van Spaan goede zaken. Voor de race stonden ze allebei op 98 punten, maar nu had Gianola weer vijftien punten voorsprong op Spaan. Zijn voorsprong op Crivillé was geslonken naar vier punten. 
| Pos | Coureur             | Merk                       | Tijd      | Grid | Punten |
| --- | ------------------- | -------------------------- | --------- | ---- | ------ |
| 1   | Jorge Martínez      | Nieto-Ducados-Cepsa-Derbi  | 42"37'94  | 1    | 20     |
| 2   | Àlex Crivillé       | Marlboro-JJ Cobas-Rotax    | 42"38'83  | 3    | 17     |
| 3   | Ezio Gianola        | Pileri-AGV-Honda           | 42"54'50  | 4    | 15     |
| 4   | Koji Takada         | Fukuda-Honda               | 43"06'32  | 7    | 13     |
| 5   | Fausto Gresini      | FMI-Marlboro-Aprilia-Rotax | 43"06'70  | 5    | 11     |
| 6   | Hisashi Unemoto     | Fukuda-Honda               | 43"13'54  | 11   | 10     |
| 7   | Flemming Kistrup    | Honda                      | 43"24'74  | 10   | 9      |
| 8   | Luis Miguel Reyes   | Marlboro-Honda             | 43"25'09  | 20   | 8      |
| 9   | Domenico Brigaglia  | Garelli                    | 43"32'63  | 18   | 7      |
| 10  | Alfred Waibel       | Honda                      | 43"33'04  | 19   | 6      |
| 11  | Adi Stadler         | Honda                      | 43"35'77  | 8    | 5      |
| 12  | Jean-Claude Selini  | Honda                      | 43"37'30  | 14   | 4      |
| 13  | Jean-Pierre Jeandat | Honda                      | 43"40'41  | 13   | 3      |
| 14  | Corrado Catalano    | Gazzaniga-Rotax            | 43"56'43  | 35   | 2      |
| 15  | Hervé Duffard       | Honda                      | 43"59'91  | 22   | 1      |
| 16  | Johnny Wickström    | Honda                      | 44"02'41  | 33   |        |
| 17  | Manuel Hernández    | Honda                      | 44"02'96  | 31   |        |
| 18  | Javier Debón        | JJ Cobas-Rotax             | 44"04'19  | 25   |        |
| 19  | Emilio Cuppini      | Garelli                    | 44"07'76  | 23   |        |
| 20  | Hubert Abold        | Rotax                      | 44"25'48  | 29   |        |
| 21  | Robin Appleyard     | Honda                      | 44"26'00  | 16   |        |
| 22  | Håkan Olsson        | Rotax                      | 44"39'54  | 32   |        |
| 23  | Serge Julin         | Honda                      | +1 ronde  | 34   |        |
| 24  | Mike Leitner        | Honda                      | +5 ronden | 30   |        |

| Coureur           | Merk                      | Oorzaak             | Grid |
| ----------------- | ------------------------- | ------------------- | ---- |
| Hans Spaan        | Samson-Sharp-Honda        | Gescheurde cilinder | 2    |
| Bady Hassaine     | Honda                     |                     | 27   |
| Trevor Manley     | Honda                     |                     | 36   |
| Stefan Prein      | Honda                     |                     | 6    |
| Bruno Casanova    | FMI-Aprilia-Rotax         |                     | 26   |
| Doriano Romboni   | Honda                     | Val                 | 9    |
| Alex Bedford      | 7Up-EMC-Rotax             |                     | 28   |
| Julián Miralles   | Nieto-Ducados-Cepsa-Derbi |                     | 15   |
| Allan Scott       | Honda                     |                     | 12   |
| Lucio Pietroniro  | Honda                     |                     | 24   |
| Herri Torrontegui | Honda                     |                     | 21   |
| Thierry Feuz      | Honda                     |                     | 17   |

| Coureur           | Merk                    |
| ----------------- | ----------------------- |
| Robin Milton      | Honda                   |
| Rafael Roses      | Metrakit-JJ Cobas-Rotax |
| Stefan Dörflinger | Marlboro-Aprilia-Rotax  |
| Peter Öttl        | Krauser                 |
| Gastone Grasetti  | Aprilia-Rotax           |
| Jos van Dongen    | Casal                   |
| Olivier Prion     | Honda                   |
| Heinz Lüthi       | Honda                   |
| René Dünki        | LCR                     |
| Michel le Garrec  | Honda                   |
| Paul Bordes       | Honda                   |

| Coureur            | Merk           | Oorzaak  |
| ------------------ | -------------- | -------- |
| Dirk Raudies       | Honda          |          |
| Taru Rinne         | Servisco-Honda | Blessure |
| Masayuki Hirose    | Honda          | [ 4 ]    |
| Kenishi Yoshida    | Honda          | [ 4 ]    |
| Masato Shima       | Honda          | [ 4 ]    |
| Yukata Fujiwara    | Honda          | [ 4 ]    |
| Kazuaki Yamashita  | Honda          | [ 4 ]    |
| Shin'ichi Fujiyama | Honda          | [ 4 ]    |
| Gerhard Waibel     | Honda          |          |
| Kasuya Yamada      | Honda          | [ 14 ]   |
| Ian Saunders       | Honda          |          |
| Stuart Edwards     | Honda          |          |
| Gabriele Debbia    | Aprilia-Rotax  |          |

### Top tien tussenstand 125cc-klasse
| Pos | Coureur         | Merk                       | Ptn |
| --- | --------------- | -------------------------- | --- |
| 1   | Ezio Gianola    | Pileri-AGV-Honda           | 113 |
| 2   | Àlex Crivillé   | Marlboro-JJ Cobas-Rotax    | 109 |
| 3   | Hans Spaan      | Samson-Sharp-Honda         | 98  |
| 4   | Julián Miralles | Nieto-Ducados-Cepsa-Derbi  | 90  |
| 5   | Hisashi Unemoto | Fukuda-Honda               | 82  |
| 6   | Fausto Gresini  | FMI-Marlboro-Aprilia-Rotax | 81  |
| 7   | Koji Takada     | Fukuda-Honda               | 70  |
| 8   | Stefan Prein    | Honda                      | 54  |
| 9   | Robin Milton    | Honda                      | 46  |
| 9   | Allan Scott     | Honda                      | 46  |

## Zijspanklasse

### De training
Egbert Streuer stak veel trainingstijd in de ontwikkeling van zijn nieuwe motor met brandstofinjectie, maar reed de derde trainingstijd met zijn conventionele motor. Rolf Biland was de snelste, voor Steve Webster. Er was een groot startveld in Frankrijk: 35 combinaties, zonder de geblesseerde Alfred Zurbrügg. 

#### Trainingstijden
| Pos | Coureur          | Bakkenist       | Merk                        | Tijd    |
| --- | ---------------- | --------------- | --------------------------- | ------- |
| 1.  | Rolf Biland      | Kurt Waltisperg | Dow Chemical-LCR-Krauser    | 1"49'44 |
| 2.  | Steve Webster    | Tony Hewitt     | Brown-Silkolene-LCR-Krauser | 1"49'99 |
| 3.  | Egbert Streuer   | Geral de Haas   | Lucky Strike-LCR-Yamaha     | 1"50'69 |
| 4.  | Markus Egloff    | Urs Egloff      | BP-SMS-Yamaha               | 1"50'98 |
| 5.  | Masato Kumano    | Markus Fährni   | LCR-Yamaha                  | 1"51'43 |
| 6.  | Alain Michel     | Jean-Marc Fresc | ELF-LCR-Krauser             | 1"51'81 |
| 7.  | Steve Abbott     | Shaun Smith     | Windle-Yamaha               | 1"51'94 |
| 8.  | Rolf Steinhausen | Bruno Hiller    | Busch-ADM                   | 1"52'33 |
| 9.  | Derek Jones      | Peter Brown     | LCR-Yamaha                  | 1"53'13 |
| 10. | Barry Brindley   | Graham Rose     | Fowler-Yamaha               | 1"53'21 |

### De race
De start van Egbert Streuer mislukte omdat zijn Yamaha slechts op drie cilinders liep. Na enkele honderden meters pakte de vierde cilinder op, maar toen reed hij al in het middenveld. Steve Webster nam de leiding voor Rolf Biland en die twee namen al snel een flinke voorsprong op de gebroeders Egloff. Tien ronden voor de finish ging Webster langzamer rijden omdat zijn machine regelmatig uit de versnelling sprong en hij met Streuer op achterstand wel de finish wilde halen. Biland mocht wel winnen, want die vormde geen bedreiging in de WK-stand. Egbert Streuer en Geral de Haas reden wel een sterke inhaalrace en werden toch nog derde, waarmee ze Alain Michel en Jean-Marc Fresc een podiumplaats in hun thuisrace ontnamen. 
| Pos | Coureur            | Bakkenist       | Merk                        | Tijd     | Grid | Punten |
| --- | ------------------ | --------------- | --------------------------- | -------- | ---- | ------ |
| 1   | Rolf Biland        | Kurt Waltisperg | Dow Chemical-LCR-Krauser    | 40'59"26 | 1    | 20     |
| 2   | Steve Webster      | Tony Hewitt     | Brown-Silkolene-LCR-Krauser | +8"51    | 2    | 17     |
| 3   | Egbert Streuer     | Geral de Haas   | Lucky Strike-LCR-Yamaha     | +28"49   | 3    | 15     |
| 4   | Alain Michel       | Jean-Marc Fresc | ELF-LCR-Krauser             | +44"10   | 6    | 13     |
| 5   | Masato Kumano      | Markus Fährni   | LCR-Yamaha                  | +50"11   | 5    | 11     |
| 6   | Derek Jones        | Peter Brown     | LCR-Yamaha                  | +57"37   | 9    | 10     |
| 7   | Steve Abbott       | Shaun Smith     | Windle-Yamaha               |          | 7    | 9      |
| 8   | Barry Brindley     | Graham Rose     | Fowler-Yamaha               |          | 10   | 8      |
| 9   | Fritz Stölzle      | Hubert Stölzle  | LCR-Krauser                 |          | 11   | 7      |
| 10  | Theo van Kempen    | Simon Birchall  | Beijeman-LCR-Krauser        |          | 13   | 6      |
| 11  | Tony Wyssen        | Kilian Wyssen   | LCR-Krauser                 |          |      | 5      |
| 12  | Markus Egloff      | Urs Egloff      | BP-SMS-Yamaha               |          | 4    | 4      |
| 13  | René Progin        | Yvan Hunziker   | LCR-Krauser                 |          | 12   | 3      |
| 14  | Barry Smith        | David Smith     | Windle-ADM                  |          |      | 2      |
| 15  | Billy Gällros      | Håkan Olsson    | Yamaha                      |          |      | 1      |
| 16  | Paul Güdel         | Charly Güdel    | Onbekend                    |          | 16   |        |
| 17  | Kenny Howles       | Steve Pointer   | LCR-Krauser                 |          |      |        |
| 18  | Yoshisada Kumagaya | Phillip Coombes | Windle-Yamaha               |          |      |        |
| 19  | Ray Gardner        | Tony Strevens   | LCR-Krauser                 |          |      |        |
| 20  | Clive Stirrat      | Simon Prior     | LCR-Krauser                 |          |      |        |
| 21  | Gary Thomas        | Eckart Rösinger | LCR-Krauser                 |          |      |        |

| Coureur          | Bakkenist                       | Merk        | Oorzaak | Grid |
| ---------------- | ------------------------------- | ----------- | ------- | ---- |
| Rolf Steinhausen | Bruno Hiller                    | Busch-ADM   |         | 8    |
| Bernd Scherer    | Thomas Schröder                 | BSR-Krauser |         | 14   |
| Yvan Nigrowsky   | Jacques Corbier                 | LCR-JPX     |         |      |
| Wolfgang Stropek | Steve Campbell of Wolfgang Bock | LCR-Krauser |         |      |
| Tony Baker       | Trevor Hopkinson                | LCR-Krauser |         |      |
| Judd Drew        | Brian Houghton                  | LCR-JPX     |         |      |
| George Hardwick  | Steve Parker of Gary Irlam      | LCR-Yamaha  |         |      |

| Coureur         | Bakkenist       | Merk       | Oorzaak             |
| --------------- | --------------- | ---------- | ------------------- |
| Alfred Zurbrügg | Martin Zurbrügg | LCR-Yamaha | Blessure van Alfred |

### Top tien tussenstand zijspanklasse
| Pos | Coureur          | Bakkenist                           | Merk                          | Ptn |
| --- | ---------------- | ----------------------------------- | ----------------------------- | --- |
| 1   | Steve Webster    | Tony Hewitt                         | Brown-Silkolene-LCR-Krauser   | 95  |
| 2   | Egbert Streuer   | Bernard Schnieders en Geral de Haas | Lucky Strike-LCR-Yamaha       | 86  |
| 3   | Rolf Biland      | Kurt Waltisperg                     | Dow Chemical-LCR-Krauser      | 70  |
| 4   | Alain Michel     | Jean-Marc Fresc                     | ELF-LCR-Krauser               | 66  |
| 5   | Masato Kumano    | Markus Fährni                       | LCR-Yamaha                    | 58  |
| 6   | Fritz Stölzle    | Hubert Stölzle                      | LCR-Krauser                   | 47  |
| 7   | Rolf Steinhausen | Bruno Hiller                        | Busch-ADM                     | 42  |
| 8   | Derek Jones      | Peter Brown                         | LCR-Yamaha                    | 37  |
| 8   | Barry Brindley   | Graham Rose                         | Fowler-Yamaha                 | 37  |
| 10  | Markus Egloff    | Urs Egloff                          | BP-LCR-Yamaha / BP-SMS-Yamaha | 36  |

## Trivia

### Giacomo Agostini en Freddie Spencer
De soap rond teammanager Giacomo Agostini en Freddie Spencer ging maar door. In Joegoslavië had Agostini Spencer eigenlijk laten vallen, in Assen verklaarden ze samen dat de verhouding nog steeds goed was en nu miste Spencer een trainingssessie door maagklachten en eiste Agostini een briefje van de dokter. Spencer ging echter niet naar die dokter (Claudio Costa) en kreeg dan ook geen briefje. 

### Wayne Gardner
Een uur na de race schreef Wayne Gardner zijn wekelijkse column, waarin hij meldde dat hij na zijn beenbreuk nog veel zelfvertrouwen miste. Hij merkte in de race dat hij minstens vijftig meter eerder remde dan zijn concurrenten, een probleem dat "tussen de oren" zat en waar hij niets aan kon doen. Hij hoopte vertrouwen te winnen tijdens de 8 uur van Suzuka, waarin hij samen met Mick Doohan zou aantreden. 

### Warmte
Met temperaturen boven de 30 graden was het vooral voor de bakkenisten hard werken, zo hard, dat Simon Birchall na de race twintig minuten met zuurstof verzorgd moest worden.
1920 · 1921 · 1922 · 1923 · 1924 · 1925 · 1926 · 1927 · 1928 · 1929 · 1930 · 1931 · 1932 · 1933 · 1935 · 1936 · 1937 · 1938 · 1939 · 1949 · 1951 ·  1953 · 1954 · 1955 · 1958 · 1959 · 1960 · 1961 · 1962 · 1963 · 1964 · 1965 · 1966 · 1967 · 1969 · 1970 · 1972 · 1973 · 1974 · 1975 · 1976 · 1977 · 1978 · 1979 · 1980 · 1981 · 1982 · 1983 · 1984 · 1985 · 1986 · 1987 · 1988 · 1989 · 1990 · 1991 · 1992 · 1994 · 1995 · 1996 · 1997 · 1998 · 1999 · 2000 · 2001 · 2002 · 2003 · 2004 · 2005 · 2006 · 2007 · 2008 · 2009 · 2010 · 2011 · 2012 · 2013 · 2014 · 2015 · 2016 · 2017 · 2018 · 2019 · 2020 · 2021 · 2022 · 2023 · 2024 · 2025